# Louis Bréhier
Pour les articles homonymes, voir Bréhier.
Louis René Bréhier, né le 5 août 1868 à Brest et mort le 13 octobre 1951 à Reims, est un historien français.

## Biographie

### Formation
Louis Bréhier est fils d'un universitaire agrégé de grammaire et frère du philosophe Émile Bréhier (1876-1952). Il fait des études dans les lycées de Cahors et Poitiers où il obtient le baccalauréat ; il poursuit ses études à Paris et s'intéresse au grec, suit les enseignements de Charles Diehl à la Sorbonne. Il est reçu à l'agrégation d'histoire en 1892.
Le 16 mars 1899, il soutient ses deux thèses de doctorat ès lettres à la Faculté de Paris. La première, en français, s'intéresse au schisme entre les Églises d'Orient et d'Occident au XIe siècle. La deuxième, en latin, traite de l'origine des juges dans la Grèce Antique. 

### Carrière
Louis Bréhier est professeur d'histoire aux lycées de Montauban, Bourges, Reims et Saint-Quentin. Devenu docteur, il est chargé d'un cours d'histoire et de géographie ancienne à la faculté de Lettres de Clermont-Ferrand. En 1903 il y est nommé professeur d'histoire de l'Antiquité et du Moyen Âge et reste à la faculté de Clermont-Ferrand jusqu'à sa retraite en 1938.
Écrivain d'art, il publie sa thèse puis plusieurs ouvrages sur l'histoire de l'art byzantin. Il est également l'auteur en 1916 d'un ouvrage sur la cathédrale de Reims. Il voyage pour visiter des sites archéologiques. Il a aussi publié des articles dans des revues d'archéologie ou d'art.
Il meurt à Reims le 13 octobre 1951.

## Publications
- De Graecorum judiciorum origine, 1899 (lire en ligne)
- Le Schisme oriental du XIe siècle, Paris, E. Leroux, 1899 (lire en ligne)
- La Querelle des images (1904)
- L'Église et l'Orient au Moyen Âge : les croisades (1907)
- Le travail historique (1908)
- Les Églises romanes, Paris, Bloud, 1910 (lire en ligne)
- Clermont-Ferrand, Royat et le Puy-de-Dôme, Paris, H. Laurens, 1910 (lire en ligne)
- Études archéologiques. Le sarcophage des Carmes-Déchaux Les anciens inventaires de la cathédrale. Le Bible historiée de Clermont, Clermont-Ferrand, G. Mont-Louis, 1910 (lire en ligne)
- L'Auvergne : choix de textes précédés d'une étude, Paris, Renouard, H. Laurens, 1912 (lire en ligne)
- La Cathédrale de Reims. Une œuvre française (1916)
- L'art chrétien, son développement iconographique des origines à nos jours (1918)
- Les survivances du culte impérial romain : à propos des rites shintoïstes (1920)
- L'Art byzantin (1924)
- Histoire anonyme de la première croisade, éditée et traduite par Louis Bréhier (1924)
- « Une vierge romane de Brioude au musée de Rouen », Almanach de Brioude, Brioude,‎ 1926
- L'Homme dans la sculpture romane, Paris, Librairie de France, 1927 (lire en ligne)
- L'Art en France des invasions barbares à l'époque romane (1930)
- « Le coffret d'Auzon », Almanach de Brioude, Brioude,‎ 1932
- « Le portail nord de Saint-Julien de Brioude et son ancien décor de stuc », Almanach de Brioude, Brioude,‎ 1933
- « La statue reliquaire de Saint-Etienne-sur-Blesle : une survivance romane au XIVe siècle », Almanach de Brioude, Brioude,‎ 1934
- « La chape de Pébrac », Almanach de Brioude, Brioude,‎ 1936 (présentation en ligne)
- Le Monde byzantin, 1947-1950 (3 Volumes) Volume 32 de la série L'évolution de l'humanité, éditions Albin Michel, réédition 1969.
  - Volume 1 : Vie et mort de Byzance, Paris, Éditions Albin Michel, 2002 (1re éd. 1946) (ISBN 978-2226171023).
  - Volume 2 : Les institutions de l'Empire byzantin
  - Volume 3 : La civilisation byzantine

## Décorations et distinctions

### Décorations
- Officier de la Légion d'honneur[Quand ?]
- Croix de guerre 1939–1945
- Commandeur de l'ordre de la Couronne (Roumanie)
- Commandeur de l'ordre royal de Saint-Sava

### Distinctions
- Prix Charles-Blanc de l’Académie française en 1906 pour ses ouvrages sur Les basiliques chrétiennes, Les églises romanes, Les églises byzantines et Les églises gothiques
- Prix Montyon de l’Académie française en 1922 pour son ouvrage L’Église et l’Orient au Moyen Âge. Les Croisades
- Membre de l'Académie des inscriptions et belles-lettres
- docteur honoris causa de l'université nationale et capodistrienne d'Athènes en 1937